# Famille de Saint-Joseph
La Famille de Saint Joseph est une communauté catholique du diocèse de Montpellier (Hérault).

## Historique
La Famille de Saint Joseph a été fondée par Joseph-Marie Verlinde en 1990, et sa branche monastique en 1991. Elle regroupe en une même famille spirituelle, des moines et moniales qui suivent la règle de saint Benoît, interprétée selon l'esprit de la Sainte Famille de Nazareth et des laïcs (oblats) vivant de cette spiritualité au sein de communautés non résidentielles. La Famille de Saint Joseph propose des sessions de formation et des retraites, principalement de lectio divina et de guérison intérieure. Elle est implantée à Chasselay (Rhône) et à Puimisson (Hérault),.

## Plaintes pour abus sexuels et spirituels
En 2019 et en août 2020, l'association Aide aux victimes des dérives de mouvements religieux émet diverses critiques et une mise en garde concernant la Famille de Saint-Joseph. Elle mentionne l'existence de plaintes auprès de la gendarmerie et d'affaires connues mais couvertes par la hiérarchie épiscopale.
En juin 2021, un article du magazine La Vie confirme que « depuis février 2020, au moins cinq femmes ont déposé plainte auprès des autorités civiles ainsi que devant le tribunal ecclésiastique et auprès du Vatican ». Deux d'entre elles dénoncent des faits d'agression et d'atteintes sexuelles subies de la part d'un frère de la communauté au début des années 2010 ; les autres des « abus spirituels, de conscience et de pouvoir ». Les parquets de Béziers, Montpellier Villefranche-sur-Saône et Lyon ont diligenté des enquêtes préliminaires. L'un des procureurs concernés annonce un probable classement sans suite, compte-tenu de la « grande fragilité des accusations portées sur le plan pénal ».
Ces plaintes ont donné lieu à une visite canonique au printemps 2020. Selon le fondateur et Pierre-Marie Carré, archevêque de Montpellier « cette visite n’a rien révélé en termes de dérives sectaires » Cependant, une autre source proche du dossier ayant souhaité garder l'anonymat, indique qu’ont été relevés lors de la visite canonique « plusieurs dysfonctionnements en matière de spiritualité », notamment l’absence « de respect des fors », de liberté de choix des confesseurs, ainsi qu'une « surcharge de travail ».